# Bossay-sur-Claise

Bossay-sur-Claise este o comună în departamentul Indre-et-Loire, Franța. În 1 ianuarie 2022 avea o populație de 729 de locuitori.